# Comté de Kent (Michigan)
Pour les articles homonymes, voir Comté de Kent.
Le comté de Kent (en anglais : Kent County) est situé dans l'ouest de la péninsule inférieure de l'État du Michigan. Son siège est à Grand Rapids, la deuxième ville de l'État. Selon le recensement de 2010, sa population est de 602 622 habitants. 
Le comté de Kent est le quatrième plus peuplé du Michigan.

## Géographie
Le comté a une superficie de 2 259 km², dont 2 217 km² est de terre.

### Comtés adjacents
- Comté de Newaygo (nord)
- Comté de Montcalm (nord-est)
- Comté de Muskegon (nord-ouest)
- Comté de Ionia (est)
- Comté d'Ottawa (ouest)
- Comté d'Allegan (sud-est)
- Comté de Barry (sud-ouest)